# Piezocera costula
Piezocera costula là một loài bọ cánh cứng trong họ Cerambycidae.